# Clematis barahonensis
Clematis barahonensis är en ranunkelväxtart som beskrevs av Ignatz Urban. Clematis barahonensis ingår i släktet klematisar, och familjen ranunkelväxter. Inga underarter finns listade i Catalogue of Life.